# Lino Capolicchio
Lino Capolicchio, né à Mérano le 21 août 1943 et mort à Rome le 3 mai 2022, est un réalisateur, scénariste et acteur italien.

## Biographie
Lino Capolicchio est né le 21 août 1943 à Mérano en Haut-Adige. 
Très jeune, il s'installe à Turin, puis à Rome pour fréquenter l'Académie nationale d'art dramatique. En 1964, il fait ses débuts sur scène dirigé par Giorgio Strehler. Il a aussi joué à la télévision et tenu un rôle non crédité dans La Mégère apprivoisée de Franco Zeffirelli en 1967.
En 1970, il remporte un prix spécial David di Donatello pour son rôle dans le film Le Jardin des Finzi-Contini de Vittorio De Sica.
C'est en 1976 que débute sa collaboration avec Pupi Avati avec le film La Maison aux fenêtres qui rient, collaboration qui durera jusqu'en 2019 avec son dernier film Il signor Diavolo .
Il a été un conférencier au Centro sperimentale di cinematografia de Rome où il a enseigné de 1984 à 1987. 
En 1995, il écrit et réalise Pugili, un film primé sur le monde de la boxe suivi en 2002 par Il diario di Matilde Manzoni.
Pendant trois saisons, il a été la doublure voix de Bo Hazard dans les émissions italiennes de Shérif, fais-moi peur.
En 2019, il publie le livre autobiographique D'amore non si muore, un mémoire dans lequel il raconte l'époque des années 1960 et 1970.
Lino Capolicchio est mort à Rome le 3 mai 2022 à l'âge de 78 ans.

## Filmographie partielle

### Acteur
- 1967 : La Mégère apprivoisée de Franco Zeffirelli
- 1968 : Escalation de Roberto Faenza
- 1969 : La Rançon de la chair (Vergogna schifosi) de Mauro Severino
- 1969 : Disons, un soir à dîner (Metti, una sera a cena) de Giuseppe Patroni Griffi
- 1969 : Il giovane normale de Dino Risi
- 1970 : Mes mains sur ton corps (Le tue mani sul mio corpo) de Brunello Rondi
- 1970 : Le Jardin des Finzi-Contini de Vittorio De Sica
- 1971 : Mio padre monsignore (it) d'Antonio Racioppi
- 1971 : Un apprezzato professionista di sicuro avvenire de Giuseppe De Santis
- 1972 : Corpo d'amore de Fabio Carpi
- 1972 : Mourir d'amour (D'amore si muore) de Carlo Carunchio
- 1974 : Les Derniers Jours de Mussolini (Mussolini ultimo atto) de Carlo Lizzani
- 1976 : La Maison aux fenêtres qui rient (La casa dalle finestre che ridono) de Pupi Avati
- 1978 : Terreur sur la lagune (Solamente nero) d'Antonio Bido
- 1979 : Le strelle nel fosso de Pupi Avati
- 1981 : Le Lion du désert de Moustapha Akkad
- 1984 : Une saison italienne de Pupi Avati
- 1987 : Ultimo minuto de Pupi Avati
- 1992 : Fratelli e sorelle de Pupi Avati
- 1993 : Fiorile des frères Taviani
- 1993 : Charlemagne, le prince à cheval de Clive Donner
- 1996 : Compagne de voyage de Peter Del Monte
- 2000 : Un delitto impossibile d'Antonello Grimaldi
- 2009 : Aller retour de Mohammed Hamra
- 2010 : Una sconfinata giovinezza de Pupi Avati
- 2019 : Il signor Diavolo de Pupi Avati

### Réalisateur
- 1995 : Pugili
- 2002 : Il diario di Matilde Manzoni

## Publication
- (it) D’amore non si muore, Rome, Fondazione Centro Sperimentale di Cinematografia, Rubbettino, 2019.